# Tanganyikaterritoriet
Tanganyikaterritoriet blev efter första världskriget namnet på tidigare Tyska Östafrika. Tysklands besittningar i Afrika anfölls av Storbritannien, men de tyska soldaterna där gav inte upp förrän Tysklands soldater i Europa förlorat kriget. 1919 fick Storbritannien i uppdrag att ta hand om området som mandatområde, först under Nationernas förbund, sedan under Förenta nationerna. Den 9 december 1961 blev Tanganyika självständigt.

## Lista över Tanganyikas koloniala överhuvuden
(Datum i kursiv stil visar de facto -fortsättning av ämbetet)
| Term                                                                     | Ämbete                                            | Noterbart                                                  |
| ------------------------------------------------------------------------ | ------------------------------------------------- | ---------------------------------------------------------- |
| Tyska Östafrika                                                          |                                                   |                                                            |
| Tyska Östafrika-protektoratet                                            |                                                   |                                                            |
| 27 maj 1885 till 8 februari 1888                                         | Karl Peters, Administratör                        |                                                            |
| 8 februari 1888 till 1 januari 1891                                      | Hermann von Wissmann, Rikskommissarie             | Rikskommissarie, Första gången                             |
| Tyska Östafrika-kolonin                                                  |                                                   |                                                            |
| 1 januari 1891 till 21 februari 1891                                     | Hermann von Wissmann, Rikskommissarie             | Rikskommissarie, Första gången                             |
| 21 februari 1891 till 15 september 1893                                  | Julius Freiherr von Soden, Guvernör               |                                                            |
| 1891                                                                     | Rüdiger, tillförordnad guvernör                   | Tillförordnad åt Soden                                     |
| 15 september 1893 till 25 april 1895                                     | Friedrich Radbod Freiher von Schele, Guvernör     |                                                            |
| 25 april 1895 till 3 december 1896                                       | Hermann von Wissmann, Guvernör                    | Andra gången                                               |
| 3 december 1896 till 12 mars 1901                                        | Eduard von Liebert, Guvernör                      |                                                            |
| 12 mars 1901 till 15 april 1906                                          | Gustav Adolf Graf von Götzen, Guvernör            |                                                            |
| 15 april 1906 till 22 april 1912                                         | Georg Albrecht Freiherr von Rechenberg, Guvernör  |                                                            |
| 22 april 1912 till 14 november 1918                                      | Albert Heinrich Schnee, Guvernör                  | Från 9 oktober 1916 under reträtten till brittiska styrkor |
| Ockupation av Tyska Östafrika av Storbritannien                          |                                                   |                                                            |
| 9 oktober 1916 till 22 juli 1920                                         | Horace Archer Byatt, Administratör                | From 1918, Sir Horace Archer Byatt                         |
| 22 juli 1920 till 20 juli 1922                                           | Sir Horace Archer Byatt, Guvernör                 |                                                            |
| Mandatområde under Nationernas förbund (administrerat av Storbritannien) |                                                   |                                                            |
| 20 juli 1922 till 5 mars 1925                                            | Sir Horace Archer Byatt, Guvernör                 |                                                            |
| 1924 till 5 mars 1925                                                    | John Scott, tillförordnad guvernör                | Tillförordnad åt Byatt                                     |
| 5 mars 1925 till januari 1931                                            | Donald Charles Cameron, Guvernör                  |                                                            |
| 1929                                                                     | Sir Douglas James Jardine, tillförordnad guvernör | Tillförordnad åt Cameron                                   |
| Januari 1931 till februari 1934                                          | George Stewart Symes, Guvernör                    |                                                            |
| 19 februari 1934 till 8 juli 1938                                        | Sir Harold Alfred MacMichael, Guvernör            |                                                            |
| 8 juli 1938 till 19 juni 1941                                            | Sir Mark Aitchinson Young, Guvernör               |                                                            |
| 19 juni 1941 till 28 april 1945                                          | Sir Wilfrid Edward Francis Jackson, Guvernör      |                                                            |
| 28 april 1945 till 11 december 1946                                      | Sir William Denis Battershill, Guvernör           |                                                            |
| Mandatområde under Förenta nationerna (administrerat av Storbritannien)  |                                                   |                                                            |
| 11 december 1946 till 18 juni 1949                                       | Sir William Denis Battershill, Guvernör           |                                                            |
| 18 juni 1949 till juni 1958                                              | Sir Edward Francis Twining, Guvernör              |                                                            |
| 15 juli 1958 till 9 december 1961                                        | Sir Richard Gordon Turnbull, Guvernör             |                                                            |
| 9 december 1961                                                          | Självständighet som Tanganyika                    | Självständighet som Tanganyika                             |

## Tanganyikas generalguvernör, 1961-1962
- Sir Richard Gordon Turnbull (9 december 1961 - 9 december 1962)

### Fotnoter
1. ↑  ”World Statesmen”. http://www.worldstatesmen.org/Tanzania.html. Läst 5 juli 2011.